# Червоне коло
«Черво́не коло» (англ. «The Adventure of Red Circle»)  — оповідання із серії «Його останній уклін» Артура Конана Дойля. Уперше опубліковано Strand Magazine у 1908 році.

## Сюжет
Місіс Воррен приходить до Шерлока Холмса з запитаннями щодо її співмешканця. Порівняно молодий, сильно бородатий чоловік, який добре говорив англійською, але прийшов до неї і запропонував подвійну плату за оренди за умови, що господарка буде виконувати всі прохання мешканця. Він вийшов вночі і повернувся після опівночі, коли всі спали. З тих пір, ані місіс Воррен, ані її чоловік, або їх служниці не бачили його. Мешканець наполіг на «Щоденному вісник» щоранку, а іноді просив інші речі. Всі запити були надруковані на листочку паперу ліворуч на стільці біля кімнати, на якому залишали їжу для мешканця.
Місіс Воррен принесла декілька сірників і недопалок свого мешканця в надії, що він зможе по ним щось сказати. Зрозуміло, що сигарета була випалена не мешканцем, бо це неможливо для людини з вусами.
Коли збентежена жінка пішла, детектив повідомив Вотсону, що цілком ймовірно, що людина в будинку місіс Воррен не бородатий чоловік, який домовлявся про житло. Докази не обмежуються цигаркою, а полягають також в тому, що мешканець не так добре знає англійську, як чоловік, що домовлявся (він написав на листку «СІРНИК», а не «СІРНИКИ»). У першу ніч він повернувся пізно, щоб ніхто його не бачив, а також доклав великі зусилля, щоб його не бачили й надалі.
Холмс припускається думки, що бородатий чоловік спілкується з мешканцем за допомогою колонки оголошень у «Щоденному віснику». Він дійсно знаходить там наступні повідомлення: «Ми знайдемо шлях для спілкування. Поки що будемо це робити в цьому стовпці. Г.» (через два дні після прибуття мешканця), «Роблю успішні дії. Терпіння та розсудливість. Хмари пройдуть. Г.» (три дні по тому), «Шлях очищено. Якщо я знайду спосіб передати повідомлення, пам'ятайте наш код: А — один, Б — два і так далі. Ви почуєте найближчим часом. Г.» (учора). Наступного дня Холмс прочитав наступне сповіщення: «Високий червоний будинок з білим облицювальним каменем. Третій поверх. Друге вікно ліворуч. Після заходу сонця. Г.». Детектив вирішує, що треба повідомити місіс Воррен дещо про її мешканця.
Того ж дня жінка сама приходить на Бейкер-стріт повідомити, що зранку на її чоловіка напали невідомі, затягли його в кеб, після чого, викинули його на вулицю. Холмс говорить місіс Воррен, що люди спочатку прийняли її чоловіка за її мешканця, а, зрозумівши, що помились, відпустили його.
Холмс з Вотсоном йдуть до будинку місіс Ворен з надією дізнатись про мешканця більше інформації. Вони заховались у коморі навпроти кімнати. За допомогою дзеркальця, вони бачать його, точніше її, бо таємничий мешканець — жінка. Ймовірно, що вона та бородатий чоловік коханці, які шукають притулок від небезпеки.
У той же вечір Холмс з Вотсонон спостерігають за сигналами з вікна. Перше повідомлення: «Attenta, attenta, attenta!» («Стережіться, стережіться, стережіться»). Стає зрозуміло, що мешканка та бородань є італійцями, закінчення «a» говорить про те, що звернення адресовано жінці. Далі йде повідомлення «Pericolo» («Небезпека»), а потім «Peri…»
Розуміючи, що автор повідомлення перерваний. Підбігши до будинку Холмс з доктором Вотсоном бачать там детектива Пінкерсона та інспектора Грегсона, які намагались затримали Джузеппе Джорджіано. У будинку є одні двері, це означає, що італієць знаходиться в будівлі. Грегсон повідомляє, що з будинку вийшло три чоловіки, жоден з яких не підходив по характеристикам статури Джорджіано, хоча один з них був схожий на чоловіка, який домовлявся за кімнату з місіс Воррен.
Увійшовиши до кімнати, звідки йшли сигнали, чоловіки знаходять там вбитого Джорджіано. Безсумнівно, що його вбив бородатий чоловік. До будинку приходить жінка.
Її звати Емілія Лукка й вона є спільницею свого чоловіка Дженнаро, який шукав укриття від Джорджіано, який хотів убити його за зраду «Червоному колу», таємній злочинній організації. Дженнаро з дружиною втекли до з Італії до Нью-Йорка, але Джорджіано зі спільником знайшли їх там і примушували Дженнаро вбити свого друга. Дженнаро не хотів цього робити, навіть повідомив друга та поліцію про замовлення «Червоного кола». Дженнаро втікає до Англії, де тут його знову знайшов Джордіано. Однак зловмисник загинув у відчайдушній боротьбі.
Грегсон вважає за необхідне забрати Емілію до поліцейської дільниці, та ж доля, ймовірно, чекає на Дженнаро, але цілком імовірно, що їм не буде пред'явлено ніяких звинувачень.